# Zatoka Mackellara
Zatoka Mackellara (ang. Mackellar Inlet) – zatoka u południowych wybrzeży Wyspy Króla Jerzego, w północnej części Zatoki Admiralicji, na zachód od Półwyspu Kellera.
Po raz pierwszy skartografowana przez Francuską Ekspedycję Antarktyczną w latach 1908-1910. Nazwa zatoki pochodzi od nazwiska szkockiego podróżnika Campbella Mackellara.